# Ghiacciaio Stuttflog
Il ghiacciaio Stuttflog (che in norvegese significa letteralmente "corto muro di roccia") è un ghiacciaio situato sulla costa della Principessa Marta, nella Terra della Regina Maud, in Antartide. Il ghiacciaio, il cui punto più alto si trova a circa 1650 m s.l.m., si trova in particolare nei monti Mühlig-Hofmann, dove fluisce verso nord scorrendo tra il monte Grytoyr e il monte Pertrellfjellet.

## Storia
Il ghiacciaio Stuttflog è stato mappato da cartografi norvegesi grazie a fotografie aeree scattate nel corso della sesta spedizione antartica norvegese, 1956-60, spedizione che lo ha poi battezzato con il suo attuale nome.